# Quindío
Quindío är ett av Colombias departement. Det ligger i västra Colombia i Colombias ander. Quindío gränsar till departementen Risaralda, Tolima och Valle del Cauca. Administrativ huvudort och största stad är Armenia.

## Administrativ indelning
Departementet är indelat i tolv kommuner:
1. Armenia
2. Buenavista
3. Calarcá
4. Circasia
5. Córdoba
6. Filandia
7. Génova
8. La Tebaida
9. Montenegro
10. Pijao
11. Quimbaya
12. Salento